# Cala Creta
Cala Creta – miasteczko (località abitata) w południowych Włoszech, na wyspie Lampedusa. W 2001 roku liczyła 21 mieszkańców.

## Geografia
Cala Creta jest położona we wschodniej części wyspy Lampedusa, w regionie Sycylia, w prowincji Agrigento, w gminie Lampedusa e Linosa, na wysokości 23 metrów n.p.m., w południowych Włoszech.